# COM (하드웨어 인터페이스)

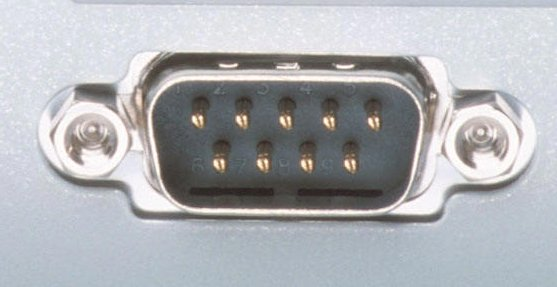

COM(communication port)은 PC 호환 기종에서 오리지널의, 그러나 현재도 흔히 사용되고 있는 직렬 포트 인터페이스의 이름이다. 물리 포트뿐 아니라, 블루투스 또는 USB 어댑터에 의해 생성되는 포트 등의 에뮬레이트되는 포트를 의미할 수도 있다.

## I/O 주소
PC 호환 컴퓨터의 COM 포트들은 보통 다음과 같이 정의된다:
- COM1: I/O 포트 0x3F8, IRQ 4
- COM2: I/O 포트 0x2F8, IRQ 3
- COM3: I/O 포트 0x3E8, IRQ 4
- COM4: I/O 포트 0x2E8, IRQ 3

## 같이 보기
- 장치 파일
- 병렬 포트